# Spiochaetopterus bergensis
Spiochaetopterus bergensis är en ringmaskart som beskrevs av Gitay 1969. Spiochaetopterus bergensis ingår i släktet Spiochaetopterus och familjen Chaetopteridae. Arten är reproducerande i Sverige. Inga underarter finns listade i Catalogue of Life.